# Eucyclops albuferensis
Eucyclops albuferensis – gatunek widłonoga z rodziny Cyclopidae, nazwa naukowa gatunku została po raz pierwszy opublikowana w 2008 roku przez rosyjskiego zoologa Wiktora Rościsławowicza Aleksiejewa.